# 城上村遗址
城上村遗址，位于江苏省镇江市句容市，是中华人民共和国全国重点文物保护单位之一。
2011年12月30日，公布为江苏省文物保护单位，2013年5月公布为全国重点文物保护单位，是一座古遗址。